# طب الإدمان
طب الإدمان هو التخصص الطبي الذي يتناول علاج الإدمان. هذا التخصص غالبا ما يعبر إلى مجالات أخرى، لأن مختلف جوانب الإدمان تقع في مجالات الصحة العامة، وعلم النفس، والعمل الاجتماعي، وتقديم المشورة في مجال الصحة النفسية، والطب الباطني، وغيرها. أدرجت ضمن التخصص عمليات إزالة السموم، وإعادة التأهيل، والحد من الضرر، والعلاج القائم على الامتناع عن الممارسة، والعلاجات الفردية والجماعية، والإشراف على المنازل في منتصف الطريق، والعلاج من أعراض الانسحاب، والتدخل الحاد، والعلاجات التي تهدف على المدى الطويل إلى الحد من احتمال الانتكاس . كما يقدم بعض المختصين، وخاصة أولئك الذين لديهم أيضا الخبرة في طب الأسرة أو الطب الباطني، العلاج لحالات المرض المرتبطة عادة مع تعاطي المخدرات، مثل التهاب الكبد وعدوى فيروس الإيدز. 
الأطباء المتخصصين في هذا المجال في اتفاق عام بشأن تطبيق العلاج لأولئك الذين يعانون من الإدمان على المخدرات، مثل الكحول والهيروين، وكثيرا ما أيضا إلى القمار، والتي لها خصائص مماثلة وقد تم وصفها بشكل جيد في المؤلفات العلمية. هناك اتفاق أقل فيما يتعلق بتعريف أو معاملة ما يسمى السلوك الادماني الأخرى مثل الإدمان الجنسي وإدمان الإنترنت، مثل هذه السلوكيات التي لا تميز عموما بالتسامح الفسيولوجي أو الانسحاب.
الأطباء الذين يركزون على أدوية الإدمان هم أخصائيون طبيون يركزون على مرض الإدمان وكان لديهم دراسة خاصة وتدريب واضعين تركيزهم على الوقاية والعلاج من هذه الأمراض. هناك طريقان للتخصص في مجال الإدمان: واحد عن طريق مسار الأمراض النفسية، واحد عبر مجالات أخرى من الطب. وتلاحظ الجمعية الأمريكية لطب الإدمان أن حوالي 40٪ من أعضائها هم أطباء نفسيون، في حين تلقى الباقي تدريبا طبيا أوليا في مجالات أخرى.
في العديد من البلدان في جميع أنحاء العالم، تم إنشاء هيئات متخصصة لضمان ممارسة عالية الجودة في علاج الإدمان. على سبيل المثال، داخل الولايات المتحدة، هناك نوعان من امتحانات التخصص المقبولة. الأول هو شهادة المجلس في الطب النفسي في الإدمان من المجلس الأمريكي للطب النفسي والأعصاب. والآخر هو شهادة المجلس في الطب في الإدمان من المجلس الأمريكي للطب الوقائي. هذا النهج الأخير متاح لجميع الأطباء مع شهادة المجلس الابتدائي، في حين أن الأول هو متاح فقط للأطباء النفسيين المعتمدة من المجلس. ويمكن لأطباء تقويم العظام أيضا الحصول على شهادة المجلس عن طريق الجمعية الأمريكية لطب العظام. يجب أن يكون طبيب تقويم العظام حاصل على شهادة المجلس الإداري الأولي في طب الأعصاب والطب النفسي أو الطب الباطني من جمعية العظام الأمريكية.
في أستراليا، يتم اعتماد المتخصصين في طب الإدمان عن طريق باب واحد من طب الإدمان، الذي هو جزء من الكلية الملكية الأسترالية للأطباء. ويمكن أن يكونوا بدلا من ذلك عضوا في قسم الطب النفسي للإدمان، وكلية نيوزيلندا للأطباء النفسيين.
الجمعية الدولية لطب الإدمان أيضا يمكن أن توفر شهادة من الخبرة.

## تطور طب الإدمان كتخصص
في مارس 2016، أعلن المجلس الأمريكي للتخصصات الطبية (ABMS) عن اعترافه بمجال طب الإدمان كتخصص طبي فرعي جديد.

## روابط خارجية
- www.isamweb.org
- www.aoaam.org